# Most!
Most! (s podtitulem Mají se rádi, ale ještě o tom nevědí) je český osmidílný komediálně-satirický televizní seriál České televize, šestý výsledek spolupráce Petra Kolečka a Jana Prušinovského. Děj se odehrává v severočeském Mostě, kde žije poněkud omezený hrdina – životní ztroskotanec Luděk Říha (Martin Hofmann); s ostatními postavami se setkává v místní restauraci Severka. Pojednává o životě obyčejných Mostečanů, přičemž si humorně a s nadsázkou bere na paškál složitá témata (nesnášenlivost či xenofobii). Poprvé byl uveden 2. května 2018 na festivalu Serial Killer. První díl série, představené 29. listopadu 2018, měl premiéru 7. ledna 2019. Poslední, osmý díl byl odvysílán 25. února téhož roku.
Premiéru posledního dílu tohoto pořadu sledovalo 1,61 milionů lidí, stal se tak nejúspěšnějším seriálem České televize za více než posledních pět let. Premiéra prvního dílu měla sledovanost 1,3 mil. diváků, přičemž počet diváků s jednotlivými díly narůstal; další diváci sledovali pořad také na internetu. Největší sledovanost měl seriál u skupiny 30 až 44 let, dále u skupiny diváků od 15 do 29 let.

## Obsazení
| Martin Hofmann           | Luděk Říha zvaný Luďan                                             |
| Zdeněk Godla             | Franta Gondek, Rom, pracovník městských služeb                     |
| Michal Isteník           | Eda, hostinský, majitel restaurace Severka                         |
| Vladimír Škultéty        | Ivan Čočka zvaný Čočkin, nezaměstnaný                              |
| Cyril Drozda             | Květoslav Toman, exkomunikovaný farář a alkoholik                  |
| Erika Stárková           | Dáša Říhová, dříve Pavel Říha, transsexuální sourozenec Luďka Říhy |
| Jan Cina                 | hlas Dáši (postsynchron)                                           |
| Filip František Červenka | Tonda Říha, syn Luďka a Ilony                                      |
| Jitka Čvančarová         | Ilona, exmanželka Luďka Říhy                                       |
| Jiří Schmitzer           | Karel Juliš, majitel autoservisu                                   |
| Taťjana Medvecká         | Julišová, jeho žena                                                |
| Jan Řezníček             | David Juliš, jeho syn                                              |
| Leoš Noha                | Roman Vepřek, podnikatel, šéf místního podsvětí                    |
| Klaudia Dudová           | Žaneta, Romka žijící v Chanově                                     |
| Petr Bažo                | Jožo, Rom z Chanova                                                |
| Julius Oračko            | Laco, Rom z Chanova                                                |
| Dominika Býmová          | servírka Romana, přítelkyně Edy                                    |
| Magdalena Kozáková       | gymnazistka Blanka                                                 |
| Kamil Švejda             | ředitel gymnázia                                                   |
| Fred Müller              | Gerd, Němec, nový manžel Ilony                                     |
| Ester Janečková          | cameo, moderátorka Pošty pro tebe                                  |
| Martin Kavan             | pošťák Ondra z Pošty pro tebe                                      |
| Jaromír Dulava           | úředník                                                            |
| Martin Siničák           | nápadník Dáši                                                      |
| Sára Venclovská          | prostitutka                                                        |

Podle bulváru byla role Julišové původně nabídnuta Libuši Šafránkové.

## Seznam dílů
| Č. v seriálu | Režie           | Scénář       | Premiéra v ČR  | Sledovanost (v mil. diváků) |
| --- | --------------- | ------------ | -------------- | --------------------------- |
| 1 | Jan Prušinovský | Petr Kolečko | 7. ledna 2019  | 1,308                       |
| Hlavního hrdinu Luďka vyhodí z práce kvůli rasistickým poznámkám. V hospodě, kam utíká před svými problémy, Luďka navštíví pošťák Ondra z pořadu Pošta pro tebe. Luděk se rozhodne, že v pořadu přednese hlavní problémy, které obyvatele Mostu trápí. V Poště pro tebe se setká se svou sestrou Dášou, která byla dříve jeho bratr Pavel, a poperou se. Z televize odjíždějí společně a později v noci společně vyhrávají tajný závod. Dáša se nakonec nastěhuje k Luďkovi do jejich domu po otci. |                 |              |                |                             |
| 2 | Jan Prušinovský | Petr Kolečko | 14. ledna 2019 | 1,258                       |
| 3 | Jan Prušinovský | Petr Kolečko | 21. ledna 2019 | 1,355                       |
| 4 | Jan Prušinovský | Petr Kolečko | 28. ledna 2019 | 1,457                       |
| 5 | Jan Prušinovský | Petr Kolečko | 4. února 2019  | 1,527                       |
| 6 | Jan Prušinovský | Petr Kolečko | 11. února 2019 | 1,675                       |
| 7 | Jan Prušinovský | Petr Kolečko | 18. února 2019 | 1,702                       |
| 8 | Jan Prušinovský | Petr Kolečko | 25. února 2019 | 1,610                       |

## Výroba
Most! vesměs vznikal ve skutečných prostředích homonymní lokality, totiž v restauracích jmény Severka i U Kalendů, na autodromu, v hotelu Cascade, v městské nemocnici, v obchodním středisku Centrál, v chrámu Nanebevzetí Panny Marie, v místní knihovně či na sídlišti Chanov. Během přípravy seriálu, která trvala 65 dní, v něm účinkovalo ne méně než 821 členů komparzu.

## Hudba
Zde je uveden seznam písní, které se objevily v jednotlivých dílech seriálu. Některé písně v seriálu zazněly víckrát, v tomto seznamu jsou však uvedeny jen jednou.
1. díl
1. Psallentes & Hendrik Vanden Abeele: „Ad Matutinum: Invitatorium: Deum Verum“
2. Culture Club: „Do You Really Want to Hurt Me“
3. Black: „Wonderful Life“
4. Pet Shop Boys a Dusty Springfield: „What Have I Done to Deserve This?“
5. Bonnie Tyler: „It's Heartache“
6. Nolan, Amber Jolene: „Every Day and Every Night“
7. Eros Ramazzotti: „Terra promessa“
8. Petr Muk: „Neusínej“

2. díl
1. Cyndi Lauper: „Girls Just Want to Have Fun“
2. David Guetta: „Hey Mama“
3. Katy Perry: „Roar“
4. AC/DC: „Dirty Deeds Done Dirt Cheap“
5. The Proclaimers: „I'm Gonna Be (500 Miles)“
6. Ozzy Osbourne: „No More Tears“
7. Erasure: „Love To Hate You“
8. The Clash: „Know Your Rights“

3. díl
1. Pink Floyd: „Money“
2. Guns N' Roses: „Paradise City“
3. Gluk’oZa: „(Eins, Zwei Drei…) Schweine“
4. Bon Jovi: „Blaze of Glory“
5. Bronski Beat: „Smalltown Boy“
6. Michal Tučný: „Poslední kovboj“
7. DJ BoBo a The Baseballs: „Chihuahua“
8. Joga Relaxing Music Zone: „Joga exercises (flute music)“
9. Erasure: „Rock Me Gently“

4. díl
1. Balkan Vision a Mashina: „Romska igra“
2. Army of Lovers: „Obsession“
3. Lady Gaga: „Bad Romance“
4. Kendji Girac: „Andalousie“
5. B. J. Thomas: „Raindrops Keep Fallin' on My Head“
6. Hard Bass School a XS Project: „V kashu“
7. Balkan Mashina: „Gypsytronic“
8. Ortel: „Defenestrace“

5. díl
1. KTP: „Jižní eskadrona“
2. Gipsy Family Sparta: „Dromeha me dzav“
3. Jan Berky: „Ide poštár ide“
4. Igor Kmeto: „Ona má štýl“
5. Neuromancer: „Erotika“
6. Stomp: „Hammer It Stomp“

6. díl
1. Bad Boys Blue: „You're a Woman“
2. Grandmaster Flash: „White Lines“
3. LMFAO: „Sexy and I Know It“
4. Fergie: „M.I.L.F. Money“
5. Porn Music Cafe: „Guide Me to the Limits“
6. Janet Jacksonová: „Again“
7. Fern Kinney: „Together We Are Beautiful“
8. Katy Perry: „Birthday“
9. Maria McKee: „Show Me Heaven“
10. Jacob Kushner: „Fancy Hotel Piano“

7. díl
1. Jindřich Bauer, Dechová hudba Supraphon: „Brigádnická polka“
2. Iron Maiden: „Run to the Hills“
3. Lenka Filipová a Karel Zich: „Mosty“
4. Maria Aragon: „Born This Way“

8. díl
1. Wabi Daněk: „Outsider waltz“
2. Vole: „Skini“
3. Evros Roma: „Kale Jakha“
4. Evros Roma: „Vesa Vesa Churde Vesa“
5. INXS: „Devil Inside“
6. Motörhead: „Whorehouse Blues“
7. Bruce Springsteen: „My Hometown“
8. Journey: „Don't Stop Believin'“

### Ústřední hláška
Se sloganem „Dycky Most!“, který pronesl hlavní hrdina Luděk v úvodním dílu, se Mostečtí ztotožnili a začali jej používat. Jejich kladná odezva na sociálních sítích neušla politikům na radnici, kteří se domluvili s Českou televizí. Ta předběžně svolila k používání hlášky za účelem propagace města.

### Maďarská předělávka
Existuje maďarská, Mostemǃ inspirovaná, TV série  A Nagy Fehér Főnök, jejíž děj se odehrává v městě Kazincbarcika v župě Borsod-Abaúj-Zemplén na severovýchodě země; lokalita byla vybrána, protože nese společné znaky s tou severočeskou.

### Zajímavost
Restaurace Severka existuje ve skutečnosti. Slovy provozního Lukáše Cingela se po odvysílání prvních epizod strhla lavina zájmu, během níž místní a poté i přespolní začali brát podnik útokem; dychtili na vlastní oči spatřit, kde hrdinové vysedávají u stolu štamgastů a nad pivem vedou neotřelé řeči. Takovýto neočekávaný zájem měl trvat několik měsíců (Cingel mluvil o seriálové turistice).

## Recenze
- Mirka Spáčilová, iDNES.cz  70 %[28]
- Tomáš Seidl, Aktuálně.cz[29]
- Jindřich Göth, Deník N[30][31]